# Гостищев, Владислав Дмитриевич
Владислав Дмитриевич Гостищев (17 ноября 1940, Анапа, Краснодарский край — 18 августа 2024, Кострома) — советский и российский театральный актёр, Народный артист Российской Федерации (2003).

## Биография
Родился 17 ноября 1940 года в Анапе Краснодарского края.
Закончил театральную студию при Краснодарском драматическом театре.
С 1970 года служил в Костромском государственном драматическом театре им. А. Н. Островского.
Скончался 18 августа 2024 года в Костроме на 84-м году жизни. Похоронен на Аллее славы на Костромском кладбище.

## Награды и премии
- Заслуженный артист России (1 декабря 1994) — за заслуги в области искусства
- Народный артист России (15 октября 2003)[3]
- Почётный гражданин Костромской области (10 июля 2008).
- Лауреат Премии Администрации Костромской области в сфере театрального искусства им. А. Н. Островского в номинации «За вклад в развитие театрального искусства» (2012 и 2015)
- Областная медаль «Труд. Доблесть. Честь».

## Работы в театре
- «Дуэнья» Р. Шеридан — Дон Херонимо
- «Д-Р» («Доктор философии») Б. Нушич — Благое
- «На всякого мудреца довольно простоты» А. Н. Островский — Мамаев
- «Деревья умирают стоя» Алехандро Касона — Сеньор Бальбоа
- «Слуга двух господ» К. Гольдони — Панталоне
- «Свадьба Кречинского» — Муромский
- «Соло для часов с боем» О. Заградник — пан Абель
- «Последняя жертва» — Курослепов
- «Прощай, конферансье!» Г. Горин — Лютиков
- «Дядя Ваня» А. П. Чехов — Серебряков
- «Три жениха, или Чей ребенок?!» В. Шкваркин — Александр Миронович
- «Чудаки» А. П. Чехов — Хирин
- «Скупой рыцарь. Моцарт и Сальери» — Барон и Сальери
- «Дикарь» — Ролдан
- «Касатка» — Уранов и Панкрат
- «Неугомонный дух» — мистер Брэдмен
- «Борис Годунов» — патриарх и Ежи Мнишек

## Фильмография
1. 1980 — В начале славных дел — возница обоза, который вёз чучело крокодила (нет в титрах)
2. 1984 — Жестокий романс — городовой
3. 2000 — Ростов-папа (история 8-я «Новый Дон Кихот») — эпизод
4. 2007 — По закону притяжения — пожилой театрал
5. 2009 — Исаев (часть 2 «Пароль не нужен») — эпизод
6. 2009 — Котовский — Филькенштейн, ювелир (нет в титрах)